# Pedro Obregón
Pedro Obregón (Barcelona, Venezuela, 1804 - La Guaira, Venezuela, 8 de abril de 1855) fue un negociante venezolano que ejerció numerosos cargos dentro de la administración pública siempre del lado del gobierno de los hermanos Monagas. Mantuvo negocios con firmas como Robert Syers y Boulton-Dallet. Se dedicó al comercio de sal producida en Araya así como a la matanza de bovinos en la región de Guayana, entre muchas otras actividades comerciales en Venezuela.

## Vida
Fue hijo de Pedro de Obragón y de Juana Puyarena. Gran parte de su infancia la pasa en Barcelona hasta que él junto a su familia son obligados a mudarse hacia La Guaira. A partir de 1830 se dedica a la actividad de comerciante la cual lo obliga a movilizarse continuamente entre Caracas, La Guaira y Barcelona. En el año de 1835 se casa con la cumanesa Mercedes Silva. Ese mismo año forma parte del grupo de personas que se pronunciaron a favor de la Revolución de las Reformas. Este movimiento fue reprimido y Obregón estuvo entre los que fueron expulsados del país, durante su exilio se dirigió hacia Santo Tomás y luego hacia Puerto Rico
En 1840, de regreso en Venezuela, Obregón se residencia en Río Chico donde acompaña a su hermano Isidro en algunos negocios. En el año de 1846 participa en una manifestación liberal encabezado por Pedro Vicente Aguado que termina ocasionando distrubios en Barlovento, al ser controlado el alzamiento Obregón regresa hacia su ciudad natal donde al año próximo sería escogido como miembro principal del Jurado de Imprenta de la Provincia de Barcelona.
En 1949, es nombrado como jefe político del cantón de Barcelona. A mediados de ese mismo año, es nombrado por José Gregorio Monagas como comisario de la división encargada de Chaguaramas con el objetivo de erradicar a los insurrectos del Alto Llano. Hace negocios con el mismo Gregorio Monagas llegando a poseer una mina de carbón en Aragüita. Ayuda a promover la campaña electoral a favor de José Tadeo Monagas en la prensa de Caracas y Barcelona.
Ejerce como interventor y administrador de interino de la aduana de La Guaria, pero se le acusa ante el Congreso Nacional de apropiación indebida del dinero público, es absuelto por el Senado, pero Obregón prefiere retirarse y dedicarse al negocio de bienes raíces. En 1852 se le nombra vocal principal de la Junta de Inmigración de Caracas. Al año siguiente, funge como persona de confianza del ahora presidente José Gregorio Monagas para descubrir una conspiración que se gestaba en la provincia de Coro. Es nombrado como segundo jefe de la Escuadra Nacional encargada de eliminar la insurrección de mayo y junio.
Sus últimos años de vida los siguió dedicando a actividades económicas, tanto nacionales como con firmas extranjeras.